# 桑野等
桑野 等（くわの ひとし、1964年2月9日 - ）は、石川県出身の元騎手（地方・金沢所属）。
春木→金沢の元騎手・元調教師であった桑野進は実父。

## 経歴
父・進は調教師、兄・正は厩務員、弟・猛は装蹄師という競馬一家に次男として産まれる。
1984年6月23日の金沢第4競走・トサフレツシユ（8頭中6着）で初騎乗を果たし、7月9日の第3競走で同馬に騎乗して初勝利を挙げる。3年目の1986年にサラブレッド大賞典・クニタチノハナで重賞初勝利を挙げ、1989年には南関東・大井からの移籍馬シナノジヨージで百万石賞・白山大賞典を制するなど重賞5勝と活躍。
1992年からは中央からの移籍馬キタシバスペインの主戦騎手として活躍し、移籍3戦目に百万石賞を制す。折り合いをつけるのに苦労するなど掛かる馬で、乗り方を研究した結果、北國王冠も制し、笠松に遠征して全日本サラブレッドカップにも勝った。1993年には北國王冠を連覇し、1994年には白山大賞典を制して、地方での獲得賞金は1億円を超えた。桑野は後にキタシバスペインを思い出の馬と語っている。
1993年には河内洋・安田富男・柴田善臣・土肥幸広・安田康彦・郷原洋司を抑えて中央競馬騎手招待を制し、1996年のMRO金賞ではアラシでウットマンや中央準OP馬2頭に先着する4着に入り、1997年10月19日に金沢第2競走アラ系一般C1・ヨコスカパレードで通算1000勝を達成。後に場内実況を担当する大川充夫（耳目社アナウンサー）曰く、無駄のない、無理のない騎乗で、馬をスマートにエスコートし、リーディングを獲得することはなかったが、2000年代まで上位に名を連ねた。
2000年にはイセイチフブキで春のアラブグランプリと暮れの北國アラブチャンピオンのアラブ2大競走を制すが、石川テレビ杯と北國アラブチャンピオンは連続レコードタイムでの優勝であった 。
2002年のアラブフレッシュカップでは一般公募により名前が付けられたシルバーブレットを重賞制覇に導く。
2003年には8月26日の金沢第3競走サラ系3歳A・サリバンで通算1500勝を達成したほか、北日本新聞杯を単勝5番人気のベースアップで快勝。同年10月の選抜特別馬事畜産振興賞ではツルギフォティテンで向正面から追い出して快勝し、12月にはリーディング上位10人で腕を競うゴールデンジョッキー競走をサクラマキで人気に応え、2着馬に5馬身差の楽勝であった。2004年は7月にレース発走直前の枠内において馬が起立・転倒したため負傷してしまい約1ヶ月のブランクがあったものの、秋に入り勝ち星を積み重ねて74勝、リーディングも3位まで上昇した。2005年にはほくてつニューイヤーカップでマジックスクエアに騎乗し、後方待機から徐々に進出して16戦目での重賞初制覇に導いた。5月24日の第7競走サラ系一般B2でミズホモエに騎乗した際、落馬事故で右大腿骨と左脛骨を折る大怪我を負い、ほぼ1年の長期療養を余儀なくされる。
復帰後の2006年にはイヌワシ賞で愛知のマヤノオスカーに騎乗し、道中2番手追走から、直線で逃げ粘る2番人気ビッグゴールドを1馬身差交わして優勝。同年からはマツノショウマとのコンビで活躍し、ヤングチャンピオンでは好位の外目から3コーナーで先頭に立ち、直線で差を詰めた圧倒的1番人気のフアンノネガイを1馬身差抑えた。明けて2007年笠松のゴールドジュニアも好位追走から直線に入って抜け出し、中団からレースを進め外から襲いかかる圧倒的1番人気のマルヨフェニックスをクビ差抑えた。
2007年10月14日の金沢第2競走・サラ系3歳B6をエーシンレーサーズで勝利し、同馬を管理する父・進に地方通算700勝をもたらした。2008年はマツノショウマで百万石賞を2番手追走から早めに先頭に立って勝利し、7月1日の金沢第5競走健太郎・裕美新婚旅行記念でエプソムセイレーンに騎乗して通算1800勝を達成。
2011年12月27日に金沢第5競走サラ系B級4組3組・デザートジョオーで史上86人目、現役（当時）40人目の快挙となる通算2000勝を達成し、表彰式はスタンド前ステージで翌28日第7競走終了後に行われた。
2014年3月に小原典夫調教師の引退に伴い赤間亨厩舎へ移籍し、後に鈴木長次厩舎へ移籍。2015年のスプリングカップではナンディンで6番手からレースを進めると、3～4コーナーで先団に取りついて、直線で抜け出して断然人気に応えた。2016年のサラブレッド大賞典ではスマイリーキュートで先手を取って大きくリードを広げて直線に入り、6馬身差圧勝で重賞初制覇に導いたが、桑野にとっては最後の重賞制覇となった。中川雅之引退後は現役最年長として活躍していたが、若い時はかわいいと感じていた馬を怖く感じるようになり、引退を決意。最終騎乗日となった2017年12月27日は6鞍に騎乗予定であったが、第3競走以降が雪で中止となる。第2競走サラ系C2二走3・ブラウンアジタート（11頭中7着）が最後の騎乗となり、2019年2月19日付で現役を引退。
最後の勝利は2017年11月19日の第2競走サラ系C2 11・ファイトプラス で、本人の意向により引退式は行われなかった。

## 通算成績
- 地方 - 16774戦2218勝 勝率13.2%、連対率27.1%
- 中央 - 7戦0勝

### 主な騎乗馬
※斜体は地方交流競走。
- クニタチノハナ（1986年サラブレッド大賞典）
- サクラジヨージ（1988年いぬ鷲賞）
- シナノジヨージ（1989年農林水産大臣賞典・百万石賞・白山大賞典）
- ニシキソロン（1989年中日スポーツ賞）
- カツノオーカン（1989年あすなろ賞）
- ダイニカガヤキ（1990年兼六賞）
- リスクキャッスル（1990年3歳優駿）
- マリンガール（1991年あすなろ賞）
- キタシバスペイン（1992年, 1993年北國王冠、1992年百万石賞・スプリンターズカップ・全日本サラブレッドカップ、1994年白山大賞典）
- ハクツルキング（1993年中央競馬騎手招待）
- マツノガリバー（1993年読売レディス杯）
- ブラックジングウ（1995年サラブレッド大賞典）
- ノズカソウハ（1997年ジェイティービー賞）
- トウカイフジ（1997年北陸三県畜産会長賞）
- イセイチフブキ（2000年アラブグランプリ・石川テレビ杯・北國アラブチャンピオン）
- オースミモンスター（2000年ジェイティービー賞）
- チカテツ（2001年MRO金賞）
- シルバーブレット（2002年アラブフレッシュカップ）
- ベースアップ（2003年北日本新聞杯）
- マジックスクエア（2005年ほくてつニューイヤーカップ）
- マヤノオスカー（2006年イヌワシ賞）
- マツノショウマ（2006年ヤングチャンピオン、2007年ゴールドジュニア、2008年百万石賞）
- ナンディン（2015年スプリングカップ）
- スマイリーキュート（2016年サラブレッド大賞典）

その他
- アラシ
- エーシンブラン